# Centella obtriangularis
Centella obtriangularis là một loài thực vật có hoa trong họ Hoa tán. Loài này được Cannon mô tả khoa học đầu tiên năm 1964.